# Zerizer
Zerizer (arabisch زريزر) ist eine algerische Stadt in der Provinz El Tarf mit 10.105 Einwohnern. (Stand: 1998)

## Geographie
Zerizer befindet sich westlich der tunesischen Grenze. Die Gemeinde wird umgeben von Ben Mehdi im Norden, von Lac des Oiseaux im Nordosten, von Besbes im Süden und von Chebaita Mokhtar im Westen.